# Takene

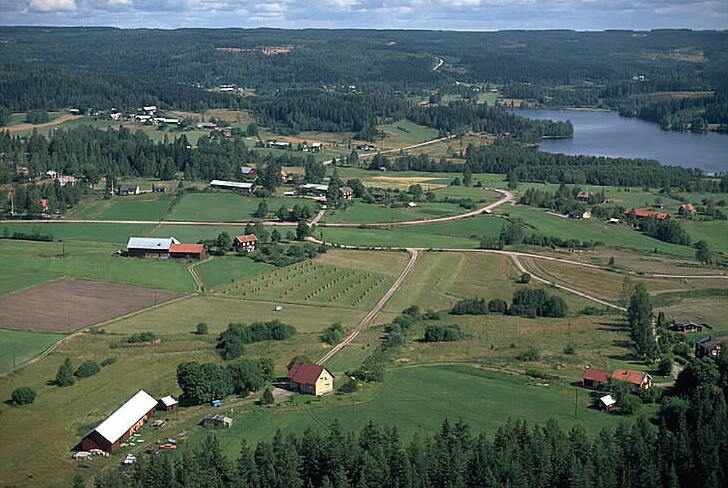
Takene 1989

Takene är en by i Hammarö kommun. Här ligger också Skage fyr. Ullhandskrabbor har hittats vid Takene, de har troligen åkt med båtar ifrån Kina och släppts ut när de tömt ballastvattnet.